# 大村雅朗
大村 雅朗（おおむら まさあき、1951年5月8日 - 1997年6月29日）は、福岡県福岡市博多区出身の作曲家、編曲家、キーボーディスト。愛称はバク。多くのヒット曲を手がけたことで知られる。

## 略歴
京染店経営の家庭の5人兄弟（兄・姉3人）の末っ子で次男として生まれた。福岡市立奈良屋小学校、福岡市立博多第二中学校、福岡大学附属大濠高等学校を経て、ネム音楽院（現：ヤマハ音楽院）に第1期生として入学（1970年4月）、バンドコースを修了後（1971年）、キーボードコースに入り直して1972年3月にネム音楽院を卒業後、ヤマハ音楽振興会九州支部に嘱託スタッフとして入社。1975年にヤマハ音楽振興会本部研究室研究員第一期生となる。そこでポプコンやコッキーポップ用の楽曲アレンジ、スコア書き、レコーディング作業などを行うのと並行して、母校の大濠高校で吹奏楽部の指導をするようになる。1973年の春頃には「日本の音楽は遅れている」とよく言っていたようで、「グリーンカードを取得して映画音楽をやりたい。」と、数ヶ月間アメリカ・ロサンゼルスへ。帰国後、大濠高校に加えて西南学院大学応援指導部吹奏楽団でも指導を行うようになった。
1978年に上京し、船山基紀などのヤマハ時代の先輩・友人に住居や音楽関連の仕事を仲介してもらい本格的にプロの編曲家としての活動を開始。すぐに八神純子「みずいろの雨」の編曲で一躍注目を浴び、その後も稀代のヒットメーカーとして活躍。1970年代後半から1980年代アイドル全盛期に多数の楽曲にかかわった。八神純子「パープルタウン」（編曲）、山口百恵「謝肉祭」（編曲）、松田聖子「青い珊瑚礁」（編曲）、吉川晃司「モニカ」（編曲）、大沢誉志幸「そして僕は途方に暮れる」（編曲）、渡辺美里「My Revolution」（編曲）、中山美穂「ツイてるねノッてるね」（編曲・船山基紀と共作）など数々の名曲を誕生させた。1983年の松田聖子「SWEET MEMORIES」（作・編曲）が第25回日本レコード大賞で編曲賞を受賞。
1997年6月29日、肺不全のため死去。46歳没。墓所は福岡県福岡市博多区の聖福寺。

## 人物
小学・中学の担任が音楽教諭だった影響か、すっかり音楽好きとなり、鼓笛隊に入隊したり、小学校入学とほぼ同時期にピアノを習う。中学・高校では吹奏楽部に所属、アルト・サックスを担当、高校在学中の3年間は、吹奏楽コンクール福岡支部予選で3年連続優勝、3年生時には吹奏楽部部長を務めた全国大会で5位入賞をしている。
松任谷正隆が編曲を手掛けた尾崎亜美のデビューシングル「瞑想」を聴いて、「素晴らしい、自分もこんなことをやってみたい」と思ったことが、編曲家を目指すキッカケだった。
楽曲に対する徹底した仕事ぶりから数多くのアーティストやスタジオミュージシャン、レコーディング・エンジニアから信頼を得ていた。大村はアレンジャーでありながら、その内容にはプロデューサー的な役割も多分に含まれており、音楽プロデューサー絶頂期を迎える日本の音楽シーンにおいて、その走りであったと言われている。
大村の大きな業績の一つである松田聖子との関わりは、デビュー直後の「青い珊瑚礁」から始まっている。聖子のプロデューサーであるCBSソニーの若松宗男が大村が編曲を手がけた山口百恵の「謝肉祭」に深く感動し、大村にオファーを出したのが契機であった。その後も若松の信頼を得て「聖子プロジェクト」の中心メンバーとして活躍を続けた。大村は同郷の聖子を可愛がり、時に深夜のレコーディングで煮詰まった聖子をファストフード店に誘い「聖子ちゃんは普段食べに行けないでしょう」とハンバーガーを食べさせて気分転換を図ったという。聖子も大村を「まーくん」と呼んで実兄のように慕っており、良き相談相手として信頼していた。人気絶頂期であった彼女がとある理由で親と喧嘩をして家を飛び出したことがあり、あてもなく向かった先は大村の自宅だったという。突然の訪問に彼も困惑したが、あらぬ噂を立てられ大事になりかねない状況であり、すぐに両親に連絡して送り返したという逸話がある。
大村の訃報を受けて、佐野元春、大江千里、大沢誉志幸などから早すぎる死を悔やむ声が聞かれた。大江千里は、彼に捧げる追悼曲として「碧の蹉跌」を発表している。小室哲哉は、大村が出世作を手掛け、後のプロデュース業を後押ししたことから、大村を尊敬していたと語っている。渡辺美里は、楽曲製作中に互いの意見の食い違いから喧嘩別れしてしまい、「ほんの些細なことで当時はお互いに譲れなくて、その後仲直りできないまま大村さんが天国に行ってしまって、素直に謝れなかったことを今でも後悔している」などと後年雑誌等のインタビューで語っており、1997年大阪城ホールのコンサート上のMCでファンに大村の逝去を報告して涙ながらに大村の死を惜しんで歌を捧げた。このように、自分の仕事には妥協を許さない部分があり、晩年はくま井ゆう子のプロデュースや辛島美登里などの編曲を担当して、辛島も大村に楽曲の書き直しを言い渡されたことがあった。エンジニアの鈴木智雄は、「大村さんはアレンジの最終形が頭の中にあり、針の穴を通すような細かく正確なバランスを要求されていました。私はどの作品も大変緊張して録音していました。大村さんとの仕事で大きく成長できたと思っています。」と語っている。作詞家の松本隆からも大変信頼されており、弟のような存在で、彼が亡くなったことでサウンド面のパートナーを失い、しばらくやる気を失ってしまったと語っている。

## 死後の動き
大村が生前に残した楽曲「櫻の園」（1999年）は、親交の深かった作詞家の松本隆により、大村の死を悼むような詞が付けられた。この曲は、松本から依頼されて作った大村の楽曲が事情によりお蔵入りとなり、綺麗なメロディなのでいつか使いたいと松本が預っていた曲であった。その後、大村は逝去してしまい、「聖子さんが歌ってくれたら彼も喜んでくれるだろう」と、この曲を世に出すことを条件に松田聖子のアルバムの仕事を受けたと、死後に発売された大村の伝記本で松本により明かされている。
ニュー・ホリデー・ガールズの未発表楽曲「愛は行方不明」のアレンジを担当していた事が作者の大瀧詠一によって明かされており、録音された音源の一部が『A LONG VACATION 40th Anniversary Edition』のDisc-2『Road to A LONG VACATION』に収録されている。
2022年9月16日、NHKラジオ「ごごカフェ」2時台・3時台カフェトークにて「松本隆が語る作編曲家・大村雅朗の世界」を放送。作詞家松本隆が松田聖子「真冬の恋人たち」「SWEET MEMORIES」などを通して、大村の作品の魅力や制作の裏話を語った。
2022年9月23日・24日、大村の故郷である福岡県のキャナルシティ劇場にて「大村雅朗25thメモリアルスーパーライブ」が開催された。23日はばんばひろふみ、八神純子、渡辺美里、中川翔子、24日は大澤誉志幸、川崎鷹也、槇原敬之、南佳孝、ゲストDJに砂原良徳、音楽監督は佐橋佳幸と亀田誠治が担った。トークゲストとして松本隆（両日出演）、木崎賢治が登場して大村との思い出やエピソードを語った。当日の様子はNHK福岡放送局が「＃てれふく」で放映したほか（10月14日）、9月24日分の公演は有料配信が行われた。
福岡での「大村雅朗25thメモリアルスーパーライブ」が両日とも好評であったため、2023年2月10日に追加公演の形で大阪のフェスティバルホールで再演された。

## 代表的な楽曲

### あ行
- アグネス・チャン
  - 冬の街角
  - 抱きしめて夕暮れ
  - ひとつだけ
  - 指定席
  - 愛はいつも
  - 言葉が消えた（以上　アルバム「美しい日々」より）
  - 風まかせ、愛まかせ
  - 春不遠
  - 言葉が消えた（以上 1979年）
  - 原野牧歌（1981年）
  - スノー・フレイクス(1984年）
  - Thanks マイ・フレンド(1986年）（以上編曲）
- 鮎川麻弥
  - ジンクスは信じない
  - Wのウィスパー
  - STAR DUST BLUES（以上編曲）
- 石川ひとみ
  - くるみ割り人形
  - あざやかな微笑
  - らぶ・とりーとめんと
  - ひとりぼっちのサーカス（以上編曲）
- 石川優子
  - 素敵なモーニング
  - Kiss me すうぃ～と
  - さよならはしても
  - ジュスティーヌ
  - あなたへの歌（以上作曲・編曲）
  - 沈丁花
  - レット・ミー・フライ
  - ラブ イズ ドリーム（以上編曲）
- 伊豆田洋之
  - Last Season（編曲）
  - Silent Face（編曲）
- 伊藤敏博
  - サヨナラ模様（編曲）
- 稲垣潤一
  - April（編曲）
- 岩崎宏美
  - 20の恋（編曲）
- 岩崎良美
  - 恋ほど素敵なショーはない
  - ラストダンスには早過ぎる
  - 月の浜辺
  - オシャレにKiss me
  - 愛はどこに行ったの
  - Good-day Sunshine
  - save me…お願い（以上編曲）他
- 大江千里
  - Rain（編曲）
  - 格好悪いふられ方（編曲）
  - ありがとう（編曲）

※他アルバム曲多数
- 大澤誉志幸
  - 彼女には判らない(Why Don't You Know)
  - e-Escape
  - ハートブレイク・ノイローゼ
  - その気×××(mistake)
  - CONFUSION
  - そして僕は途方に暮れる
  - 寝返り-GET YOU BACK-
  - WEEKENDは夏の匂い（以上編曲）
- 太田貴子
  - デリケートに好きして/パジャマのままで（編曲）
- 太田裕美
  - 青空の翳り（編曲）
  - シングル・ガール（編曲）
  - ロンリィ・ピーポーII（編曲）
- 岡田有希子
  - そよ風はペパーミント（作曲・編曲）
  - リトル プリンセス（編曲）
  - PRIVATE RED（編曲）
  - 小羊NOTE（編曲）
- 荻野目洋子
  - ひと夏だけの天使（編曲）

### か行
- 海援隊
  - 人として（編曲）
- 片桐智幸
  - 遥か（編曲）作詞・作曲:片桐智幸【Single 1996年】
  - 君のそばにいられてよかった（編曲）作詞・作曲:片桐智幸【上記c/w】
- 加茂晴美
  - ときめきトゥナイト
  - スーパーラブローション（以上編曲）
- 柏原芳恵
  - あの場所から
  - あした…恋（以上編曲）
- 辛島美登里
  - 瞳・元気〜都会のひまわり〜
  - Keep On “Keeping On”
  - Half and Hal〜～私自身〜
  - 平凡
  - 愛すること（以上編曲）
- 河合奈保子
  - スマイル・フォー・ミー
  - Invitation
  - エスカレーション
  - UNバランス
  - 疑問符
  - 微風のメロディー（以上編曲）
- 岸田智史
  - きみの朝（編曲）
- 木瀬りえ子
  - 夢見るだけじゃ涙は消えない（石井妥師と共編曲）作詞：渡辺なつみ 作曲：石井妥師【Single 1996年】
  - オレンジの太陽をめざすあの雲のように（編曲）作詞：夏野芹子 作曲：石井妥師【上記c/w】
- 吉川晃司
  - モニカ
  - サヨナラは八月のララバイ
  - ラ・ヴィアンローズ
  - You Gotta Chance 〜ダンスで夏を抱きしめて〜
  - Rainy Lane（以上編曲）
  - Miss You（作曲・編曲）
- 木之内みどり
  - 一匹狼 (ローン・ウルフ)（編曲）
- 木下愛郎
  - プロデュースおよび編曲。生前最後に手掛けたアーティストとなる。
    - これが愛【Maxi-Single 1998年】
    - シュワ、ワ【「これが愛」c/w】
    - 光のアジア【「これが愛」c/w】
    - 幸福【Maxi-Single 1998年】
    - UNBELIEVABLE【「幸福」c/w】※木下愛郎と共作曲
    - 快楽と苦悩【「幸福」c/w】
    - 貝のような憂鬱【「幸福」c/w】
    - Life is Real【Maxi-Single 1999年】
    - 48個の誓い【「Life is Real」c/w】（以上作詞・作曲:木下愛郎）
- くま井ゆう子
  - デビューアルバム『まばたき』、2ndアルバム『GIRL』のプロデュース、編曲を手がける。
    - ずっと待っててね（編曲、プロデュース）
    - ありがとうHighschool Days（編曲、プロデュース）
    - みつあみ引っ張って（編曲、プロデュース）
    - 負けたくない勝ちたくない（編曲、プロデュース）

※他アルバム曲多数
- 倉田まり子
  - イヴニング・スキャンダル（編曲）
- 研ナオコ
  - 愛、どうじゃ。恋、どうじゃ。（編曲）
- 小泉今日子
  - 水のルージュ（編曲）
- 香坂みゆき
  - 気分をかえて
  - 乾いた花（以上編曲）
- 小林千絵
  - いつも片想い（編曲）

### さ行
- 西城秀樹
  - if, Girl（沢村拓二と共同で編曲）
- 堺正章
  - 涙のロンリー・ワン（編曲）
- 榊原郁恵
  - Do it Bang Bang（編曲）
  - シャイニング・ラブ（編曲）
- 桜田淳子
  - 化粧
  - ミスティー
  - This is a "Boogie"（以上編曲）
- 佐々木幸男
  - 凝りもせずラブソングⅡ（編曲）
- 佐東由梨
  - どうして?!（編曲）
  - ロンリー・ガール（編曲）
- 佐野元春
  - アンジェリーナ（編曲）
  - SOMEDAY（ストリングスアレンジ）
- 沢田研二
  - 晴れのちBLUE BOY（編曲）
  - 女たちよ（アルバム全曲編曲）
- 沢田富美子
  - ちょっと春風（編曲）
- しばたはつみ
  - 夜はドラマチック（編曲）
- 下成佐登子
  - 秋の一日
  - 悲しみのアクトレス
  - ためいきアベニュー
  - 恋のエピローグ（以上編曲）
- 白鳥英美子
  - 愛は夢のように(編曲)
- 鈴木一平
  - 時流（編曲)

### た行
- 谷村新司
  - 小さな肩に雨が降る（編曲）
- 谷村有美
  - Not For Sale
  - ありふれた朝
  - 愛する勇気（以上編曲）
  - ためいき色のタペストリー
  - BIRTHDAY（以上作曲・編曲）
- 谷山浩子
  - MAY（編曲）
  - Pyun Pyun（編曲）
- 田原俊彦
  - シャワーな気分（編曲）
- つちやかおり
  - 失恋散歩道
  - 秘密じゃないけど秘密（以上編曲）

### な行
- 永井龍雲
  - 道標ない旅（編曲）
- 中村雅俊
  - 時代遅れの恋人たち（編曲）
  - 表通りは欅通り（編曲）
- 中山美穂
  - クローズ・アップ（編曲）
  - JINGI・愛してもらいます（編曲）
  - ツイてるねノッてるね（ヤマハ時代の先輩、船山基紀と共同で編曲）
- 根津甚八
  - ピエロ（編曲）
  - 問わず語り（編曲）
  - 狼になりたい（編曲）
  - あるがまま、なすがまま（編曲）
- NOVA
  - 哀秋（編曲）
- 能瀬慶子
  - He Is コットン100%（作曲・編曲）
  - 美少女時代（作曲・編曲）

### は行
- 萩原朝子
  - 大人になれない（編曲）作詞・作曲:萩原朝子【Single 1996年】
- 萩原慎太郎
  - Human Train（編曲）作詞・作曲：萩原慎太郎【Single 1996年】
  - おやすみなさい（編曲）作詞・作曲：萩原慎太郎【Single「眠れない世代」c/w 1995年】
- 林紀恵
  - エトランゼ（編曲）
- 原田知世
  - 早春物語（編曲）
  - どうしてますか（編曲）
- ばんばひろふみ
  - SACHIKO（編曲）
- 氷室京介
  - LOVER'S DAY double happiness（編曲）
- BaBe
  - Give Me Up／They Don't Know 〜哀しみは朝の雫のように〜（編曲）
  - Somebody Loves You 〜明日の恋人〜／わがままはお好き?（編曲）
  - Hold Me!／You! You! You!（編曲）
  - TONIGHT!／It's a Magic!（編曲）
  - Best Friend（編曲）

### ま行
- 牧野アンナ
  - Love Song 探して（編曲）
- 松田聖子
  - 青い珊瑚礁（編曲）
  - チェリーブラッサム（編曲）
  - 夏の扉（編曲）
  - 白いパラソル（編曲）
  - 野ばらのエチュード（編曲）
  - 真冬の恋人たち（作曲・編曲）
  - セイシェルの夕陽（作曲・編曲）
  - SWEET MEMORIES（作曲・編曲）
  - 時間の国のアリス（編曲）
  - Sleeping Beauty（作曲・編曲）
  - ハートのイアリング（編曲）
  - 天使のウィンク（編曲）
  - ボーイの季節（編曲）
  - Caribbean Wind（作曲・編曲）
  - Strawberry Time（編曲）
  - 櫻の園（作曲）遺作。後に松本隆が詞をつけたもの。

※他多数
- 松永夏代子
  - メランコリーの軌跡（編曲）
- 松原みき
  - ハロー・トゥデイ（作曲）
  - ニートな午後3時（編曲）
- 水越恵子
  - Too far away
  - ヨーソロー
  - むらさきのシーン
  - 氷の謝肉祭（以上編曲）
- 観月ありさ
  - 今年いちばん風の強い午後（編曲）
  - 君が好きだから（編曲）
- 南沙織
  - さよならにかえて（編曲）
  - 苦いレモン（編曲）- 1994年に録音済みの音源を2020年に初音源化
- 南佳孝
  - スタンダード・ナンバー（編曲）
- 南野陽子
  - 恥ずかしすぎて (編曲)
- 森田まゆみ
  - 予感 (編曲)
  - 点と線 (編曲)

### や行
- 八神純子
  - みずいろの雨
  - 想い出のスクリーン
  - ポーラー・スター
  - パープルタウン
  - Mr.ブルー 〜私の地球〜（以上編曲）
- 安田成美
  - トロピカル・ミステリー
  - 月のミューズ
- 薬師丸ひろ子
  - メイン・テーマ（編曲）
- 山口百恵
  - 謝肉祭（編曲）
  - イントロダクション・春（編曲）
- 吉田拓郎
  - 元気です（青山徹と共同で編曲）
  - 二十才のワルツ（青山徹と共同で編曲）
- 芳本美代子
  - 雨のハイスクール（編曲）

### ら行
- ロウィナ・コルテス
  - オー・マイ・ラブ（編曲）
- LOGIC SYSTEM
  - 哀愁のオリエント急行（編曲）
  - シムーン（編曲）
  - ジョルジュ・ナゲルマケールスの夢（作曲・編曲）

### わ行
- 渡辺徹
  - 約束（編曲）
  - AGAIN（編曲）
- 渡辺美里
  - 君はクロール（作曲・編曲）
  - My Revolution
  - Long Night
  - Teenage Walk
  - 嵐が丘
  - BELIEVE
  - Lovin' you
  - 夏が来た!
  - クリスマスまで待てない
  - めまい
  - 泣いちゃいそうだよ（以上編曲）

## 作品

### テレビドラマ
- たとえば、愛（1979年、TBS系） - 編曲。第4話ではピアノ演奏で出演[20]。

### その他のテレビ番組
- 夜のヒットスタジオ（フジテレビ） - アレンジャー
- 風の譜（福岡放送） - 大村雅朗のドキュメンタリー番組
- ＃てれふく「福岡が生んだ音楽家 大村雅朗〜響き続ける“時代の音”〜」（2022年10月14日〈初回放送〉、NHK福岡放送局） - ドキュメンタリー番組[21]

### 映画
- YOU GOTTA CHANCE（1985年） - 音楽

### アルバム
- SEIKO MEMORIES 〜Masaaki Omura Works〜（2018年） - 大村が手掛けた松田聖子の楽曲集
- 作編曲家 大村雅朗の軌跡 1976-1999（2019年） - 初の作品集BOX
- 大村雅朗の奇跡〜Compiled by 佐橋佳幸 ＆ 亀田誠治〜（2022年9月21日、Sony Music Direct） - 大村が手掛けた楽曲集[22]。
- 河合奈保子 Masaaki Omura Works〜大村雅朗作品集〜（2022年9月21日、コロムビア・マーケティング）-  大村が手掛けた河合奈保子の楽曲集[22]

## 関連書籍
- DU BOOKS『ニッポンの編曲家 歌謡曲 / ニューミュージック時代を支えたアレンジャーたち』（川瀬泰雄・吉田格・梶田昌史・田渕浩久 著）2016年 ISBN 978-4-907583-79-8
- DU BOOKS『作編曲家 大村雅朗の軌跡 1951-1997』（梶田昌史・田渕浩久 著）2017年 ISBN 978-4-86647-019-1